# تام کرنی
تام کرنی (انگلیسی: Tom Cairney؛ زادهٔ ۲۰ ژانویهٔ ۱۹۹۱) بازیکن فوتبال اهل انگلستان است. که برای تیم فوتبال فولام در لیگ برتر فوتبال انگلستان بازی میکند.
از باشگاه‌هایی که در آن بازی کرده‌است می‌توان به باشگاه فوتبال فولام، باشگاه فوتبال بلکبرن روورز، باشگاه فوتبال هال سیتی، و باشگاه فوتبال لیدز یونایتد اشاره کرد.
وی همچنین در تیم‌های ملی فوتبال زیر ۱۹ سال اسکاتلند، زیر ۲۱ سال اسکاتلند، و اسکاتلند بازی کرده‌است.

## دوران ملی

### رده‌های پایه
کرنی از طریق پدر اسکاتلندی خود واجد شرایط بازی برای تیم ملی فوتبال اسکاتلند است. او همچنین واجد شرایط بازی برای تیم ملی فوتبال انگلیس بود و جورج بواتنگ، کاپیتان هال سیتی، کرنی را به عنوان یک «دارایی بزرگ برای تیم ملی انگلیس» توصیف کرد. با این حال، او گفت که وفاداری او متعلق به اسکاتلند است، حتی اگر انگلیس به او نزدیک شود.
کرنی برای اولین بار در سپتامبر ۲۰۰۹ به تیم ملی فوتبال زیر ۱۹ سال اسکاتلند دعوت شد. او اولین بازی خود را در ۹ سپتامبر ۲۰۰۹ انجام داد و ۵۰ دقیقه مقابل تیم ملی فوتبال زیر ۱۹ سال ایسلند بازی کرد. برای تیم زیر ۱۹ سال اسکاتلند، کرنی دو بار به میدان رفت.
سپس، در ۱۱ اوت ۲۰۱۰، کرنی برای اولین بار به تیم زیر ۲۱ سال اسکاتلند دعوت شد.او اولین بازی خود را برای تیمش، مقابل تیم ملی فوتبال زیر ۲۱ سال سوئد در ۱۱ اوت ۲۰۱۰ انجام داد.سپس کرنی اولین گل ملی خود در رده زیر ۲۱ سال را در ۱۰ اوت ۲۰۱۱ در پیروزی ۳–۱ مقابل زیر ۲۱ سال نروژ به ثمر رساند. کرنی در مجموع ۶ بار در این رده برای اسکاتلند بازی کرد.

### تیم ملی بزرگسالان
کرنی اولین دعوت خود را از تیم ملی فوتبال اسکاتلند در مارس ۲۰۱۷ به‌دست‌آورد. پس از اولین دعوت خود از سمت بزرگسالان، کایرنی گفت که می‌خواهد خود را در تیم ملی تثبیت کند. او اولین بازی ملی خود را در تساوی ۱–۱ با تیم ملی فوتبال کانادا در یک بازی دوستانه انجام داد. دومین بازی او در سال ۲۰۱۸ در یک بازی دوستانه دیگر، این بار مقابل تیم ملی فوتبال کاستاریکا بود.